# Webster Chikabala
Webster Chikabala (ur. 27 marca 1965 w Chambishi – zm. 27 grudnia 1997 w Kwekwe) – zambijski piłkarz grający na pozycji napastnika. W swojej karierze rozegrał 14 meczów i strzelił 5 goli w reprezentacji Zambii.

## Kariera klubowa
Swoją piłkarską karierę Chikabala rozpoczął w klubie Mufulira Blackpool, w którym zadebiutował w 1984 roku. W 1986 roku grał w Vitafoam United. W latach 1987–1990 był zawodnikiem klubu Nchanga Rangers.
Latem 1990 Chikabala przeszedł do portugalskiego CS Marítimo. Swój debiut w nim zaliczył 7 października 1990 w wygranym 1:0 domowym meczu z CF Os Belenenses. W Marítimo grał przez rok.
W latach 1991–1993 Chikabala występował w belgijskim SC Eendracht Aalst, z którym w sezonie 1991/1992 spadł z pierwszej do drugiej ligi. W 1993 roku wrócił do Zambii i przez rok grał w Chambishi FC. W latach 1994–1995 był zawodnikiem zimbabwejskiego Mhangura FC, w którym zakończył karierę.

## Kariera reprezentacyjna
W reprezentacji Zambii Chikabala zadebiutował 4 czerwca 1988 w wygranym 3:2 towarzyskim meczu z Zimbabwe, rozegranym w Lusace. W 1988 roku był w kadrze Zambii na Igrzyska Olimpijskie w Seulu. W 1990 roku powołano go do kadry na Puchar Narodów Afryki 1990. Na nim zagrał w czterech spotkaniach: grupowych z Kamerunem (1:0, strzelił w nim gola) i z Kenią (1:0), w półfinale z Nigerią (0:2) i o 3. miejsce z Senegalem (1:0), w którym zdobył zwycięskiego gola.
W 1992 roku Chikabala został powołany do kadry na Puchar Narodów Afryki 1992. Na tym turnieju zagrał dwukrotnie: w grupowym meczu z Egiptem (1:0) i w ćwierćfinałowym meczu z Wybrzeżem Kości Słoniowej (0:1 po dogrywce). Od 1988 do 1992 rozegrał w kadrze narodowej 14 meczów i strzelił 5 goli.